# 葉卡捷琳娜·馬卡洛娃
葉卡捷琳娜·瓦列里耶芙娜·馬卡洛娃（羅馬化：Yekaterina Valeryevna Makarova；1988年6月7日—），俄羅斯女子職業網球運動員，她的WTA最高單打排名為世界第8（2015年4月6日）。

## 外部連結
- 葉卡捷琳娜·馬卡洛娃在国际奥林匹克委员会的资料
- 葉卡捷琳娜·馬卡洛娃的国际女子网球协会官方資料（英文）
- 葉卡捷琳娜·馬卡洛娃的國際網球總會 職業／青少年 官方資料（英文）
- Fed Cup - Player profile - Ekaterina MAKAROVA (RUS) （页面存档备份，存于）